# Бестамак (Алгински район)
Вижте пояснителната страница за други значения на Бестамак.
Бестамак (на руски: Бестамак, на казахски: Бестамақ) е село, разположено в Алгински район, Актобенска област, Казахстан. Населението му през 2009 година е 3332 души.

## Население
През 1999 година населението на селото е 2343 души (1116 мъже и 1227 жени). През 2009 година населението му е 3332 души (1634 мъже и 1698 жени).